# Acontia flavistriga
Acontia flavistriga là một loài bướm đêm trong họ Noctuidae.